# АЭС Хигасидори
АЭС Хигасидори (яп. 東通原子力発電所) — атомная электростанция в Японии.
Станция расположена на севере японского острова Хонсю на побережье Тихого океана близ одноимённого посёлка в префектуре Аомори.
АЭС Хигасидори – самая новая атомная электростанция в Японии. Её строительство началось в 2000 году, а сдача первого энергоблока состоялась в 2005 году. Первый энергоблок мощностью 1 100 МВт типа BWR так и остался единственным достроенным из четырех запланированных. Реакторы со второго по четвертый должны были относиться к типу ABWR с мощностью 1 385 МВт. Реакторы всех четырех энергоблоков разработаны компанией Toshiba. Таким образом, мощность АЭС Хигасидори вместо 1 100 МВт, могла составить 5 255 МВт.
Случившееся 7 апреля 2011 года землетрясение и последовавшее за ним цунами привело к потере внешнего питания и переключению на резервные мощности для охлаждения топливных стержней. 
20 декабря 2012 года был обнародован доклад, раскрывший информацию о наличии активных геологических разломов под территорией АЭС Хигасидори, что нарушает законодательство Японии. Удивительно, что компания смогла получить разрешение на строительство АЭС в 1996 году с формулировкой – нет активных разломов в районе 5 километров от территории планируемой АЭС. 
Тем не менее, владельцы станции в июне 2014 года подали запрос в комитет по контролю за атомной энергетикой страны на перезапуск первого реактора АЭС Хигасидори. Были проведены работы по усилению трубопроводов с целью повышения сейсмоустойчивости станции. Также запланирована постройка удаленного центра управления на случай чрезвычайной ситуации.

## Информация об энергоблоках
| Энергоблок   | Тип реакторов | Мощность | Мощность | Начало строительства | Физпуск    | Подключение к сети | Ввод в эксплуатацию | Закрытие |
| Энергоблок   | Тип реакторов | Чистый   | Брутто   | Начало строительства | Физпуск    | Подключение к сети | Ввод в эксплуатацию | Закрытие |
| ------------ | ------------- | -------- | -------- | -------------------- | ---------- | ------------------ | ------------------- | -------- |
| Хигасидори-1 | BWR, BWR-5    | 1067 МВт | 1100 МВт | 07.11.2000           | 24.01.2005 | 09.03.2005         | 08.12.2005          | —        |